# Demi Live! Warm Up Tour

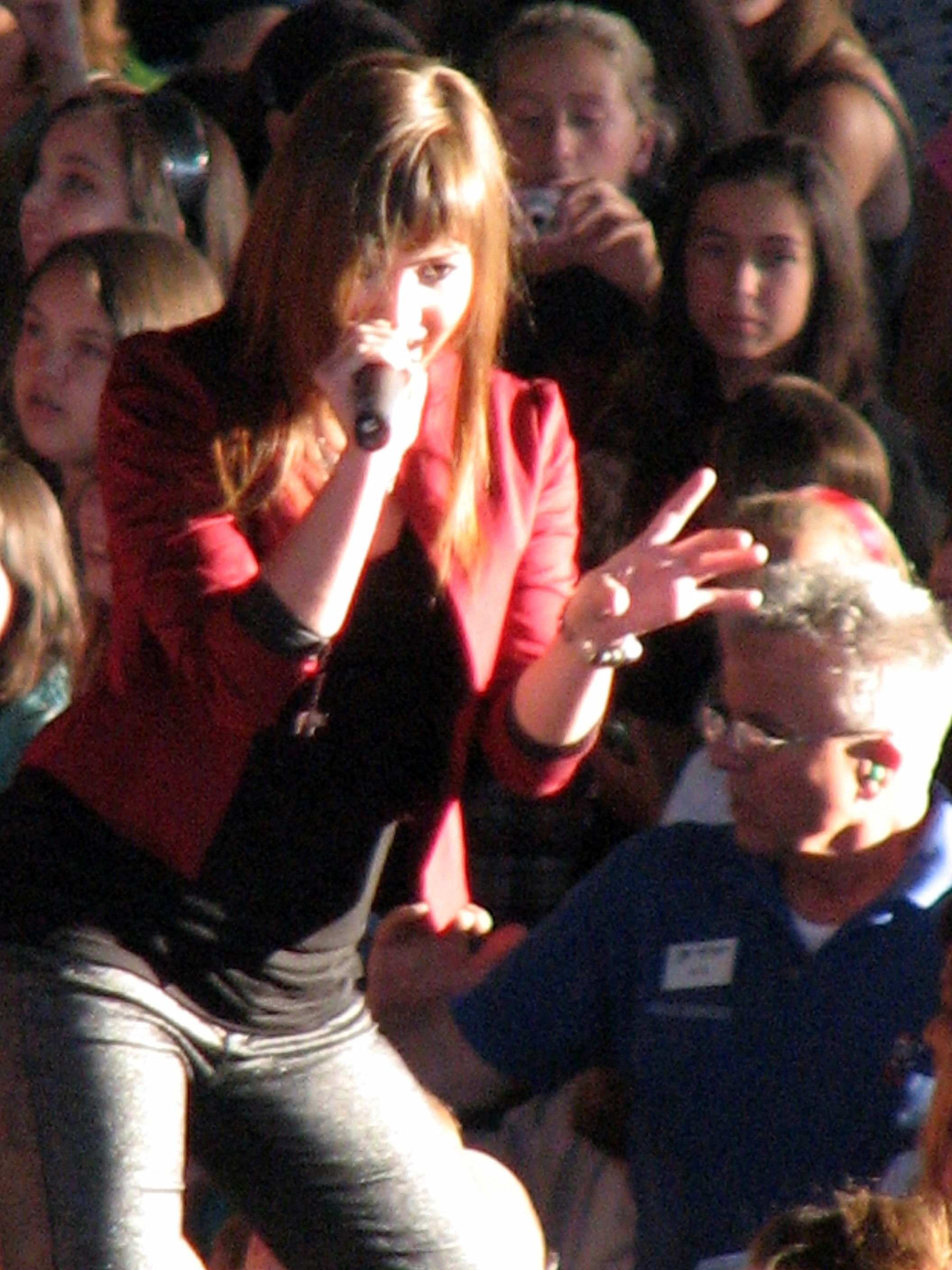
Demi Lovato em Demi Live! Warm Up Tour.

Demi Live! Warm up Tour foi a turnê de verão, de 2008, de Demi Lovato. Na turnê, ela estava promovendo seu primeiro álbum de estúdio, chamado Don't Forget, que foi lançado em 23 de setembro de 2008. A turnê teve início em 1 de junho de 2008 e terminou no dia 29 de mesmo mês, com um total de 14 apresentações.

## Set List
1. "That's How You Know"
2. "The Middle"
3. "Daydream" (Cover de Avril Lavigne)
4. "Party"
5. "Don't Forget"
6. "This Is Me"
7. "Gonna Get Caught"
8. "Two Worlds Collide"
9. "La La Land"
10. "Until You're Mine"
11. "Get Back"

## Datas
| Data                | Cidade             | Local do evento             |
| ------------------- | ------------------ | --------------------------- |
| 1 de junho de 2008  | Hershey, PA        | Hershey Park                |
| 8 de junho de 2008  | Atlanta, GA        | Six Flags Over Georgia      |
| 9 de junho de 2008  | Orlando, FL        | House of Blues              |
| 13 de junho de 2008 | New Orleans, LA    | House of Blues              |
| 15 de junho de 2008 | St. Louis, MO      | Six Flags St. Louis         |
| 17 de junho de 2008 | Cleveland, OH      | House of Blues              |
| 18 de junho de 2008 | Syracuse, NY       | Palace Theatre              |
| 19 de junho de 2008 | Upper Marlboro, MD | Six Flags America           |
| 22 de junho de 2008 | Gurnee, IL         | Six Flags Great America     |
| 24 de junho de 2008 | Farmingdale, NY    | Crazy Donkey                |
| 26 de junho de 2008 | Springfield, MA    | Six Flags                   |
| 27 de junho de 2008 | Jackson, NJ        | Six Flags Great Adventure   |
| 28 de junho de 2008 | New York, NY       | Blender Theatre at Gramercy |
| 29 de junho de 2008 | New York, NY       | Blender Theatre at Gramercy |